# Nodul rutier Vigie
Nodul rutier Vigie este un nod rutier situat pe teritoriul comunei Geispolsheim, la sud de Strasbourg, în Alsacia, aproape de lacul Achard. Este format dintr-un ansamblu de bretele și un sens giratoriu. Nodul rutier permite o conexiune între autostrada A35, RN 83 și accesul spre sudul aglomerației Strasbourg prin drumurile departamentale RD 222 și RD 484.

## Drumuri deservite
- A35: spre Strasbourg (la nord) și spre Colmar/Mulhouse (la sud);
- RN 83 (RD 1083): spre Offenburg prin RN 353 și Sélestat, trecând prin Erstein și Benfeld;
- RD 222: spre Hurtigheim prin Lingolsheim, Holtzheim, Achenheim și Ittenheim (la nord) și spre Plobsheim prin Illkirch-Graffenstaden și Eschau (la sud);
- RD 484: spre Ostwald (la nord) și cartierul Geispolsheim Gare (la sud).